# Wilhelm Stetter
Wilhelm Stetter est un peintre et prêtre né en 1487 et mort le 21 décembre 1552 à Strasbourg.

## Biographie
Lorsque ses peintures furent réunies en 1930, il était désigné par le « maître à la croix de Malte » avant d'être identifié comme Wilhelm Stetter en 1952 par Jean Rott.
En plus de ses activités de peinture, il est prêtre catholique, ordonné à Bâle en 1512. Il rentre dans les ordres de la commanderie de Saint-Jean de Jérusalem vers 1509-1510, en devient le custode en 1522 et le reste jusqu'à sa mort. Il se rend en 1528 et 1539 à Sélestat.

## Œuvres
Les peintures de Wilhelm Stetter ont été créées pour répondre aux besoins de son ordre. A la destruction de la commanderie en 1633, ses œuvres sont dispersées et certaines se retrouvent dans des églises de Strasbourg. Le custode Jean-François-Ignace Goetzmann, a d'ailleurs établis un inventaire des œuvres de la commanderie lorsque celles-ci arrivèrent au sein de l'église Saint-Jean de Strasbourg.
Malgré le fait que ses oeuvres se soient éparpillées à travers le monde, on arrive tout de même à attribuer autour d'une trentaine d'oeuvres, parfois datées, parfois signées du monogramme WS. Quatre de ses œuvres se trouvent au musée des beaux-arts de Nancy, deux se trouvent au sein des collections du Musée de l'Oeuvre Notre-Dame de Strasbourg et une autre représentant un Christ de douleurs à Sélestat bibliothèque humaniste. Une Annonciation de sa main datée de 1527 est exposée au musée des Augustins de Fribourg-en-Brisgau.

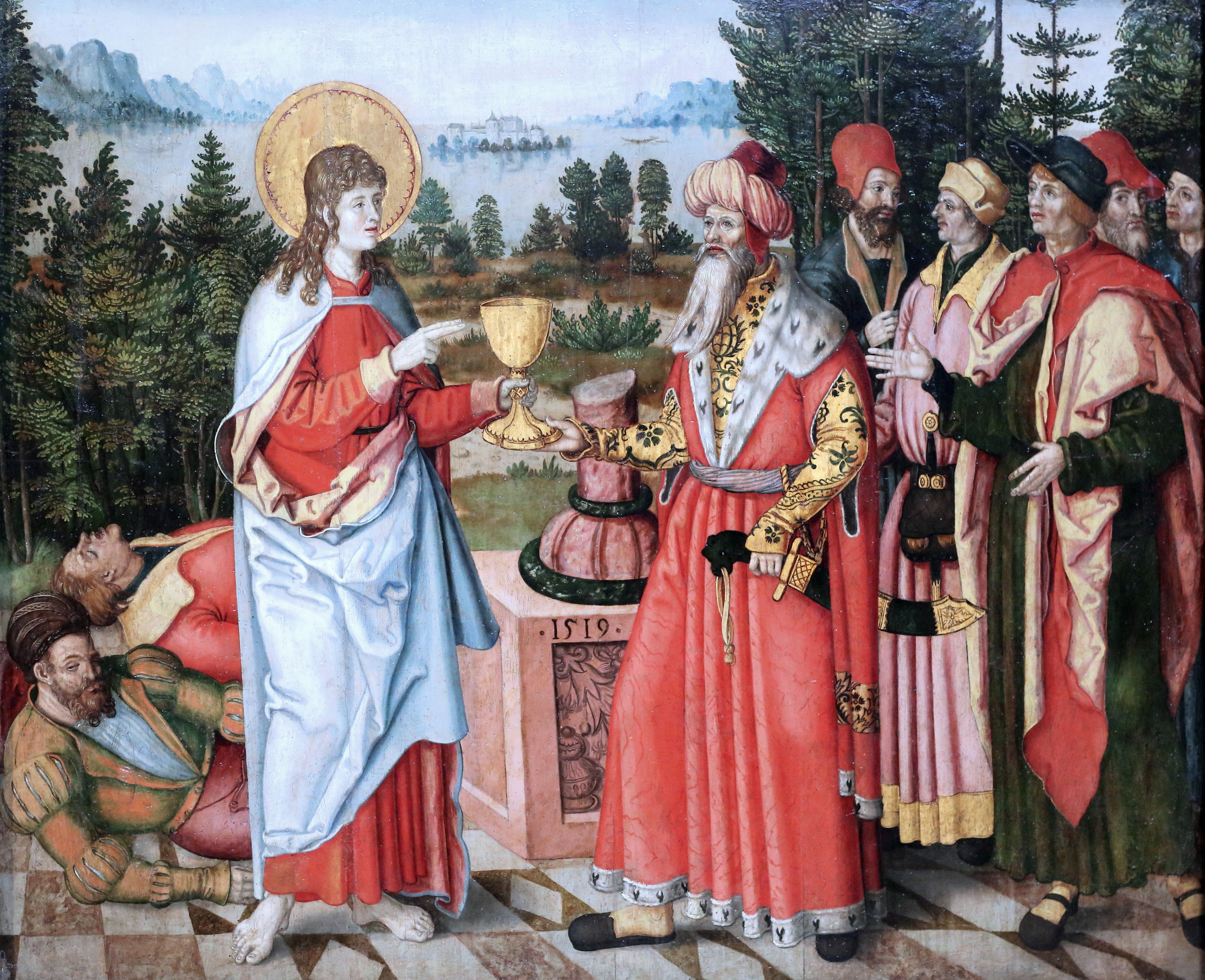
Saint Jean l'Evangéliste bénissant la coupe de poison censée l'empoisonner, 1519, musée d'Unterlinden
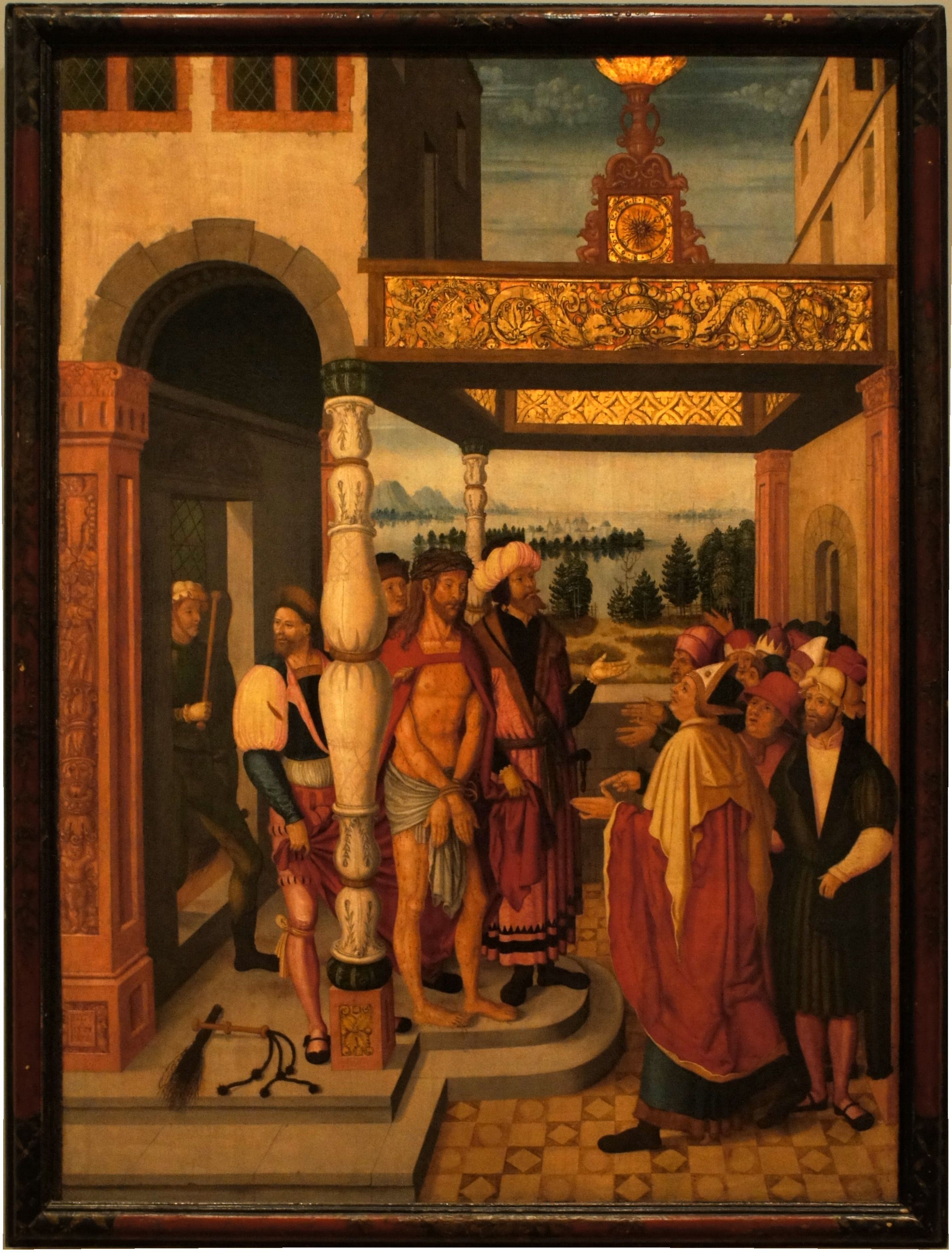
Ecce homo, 1521, musée des Beaux-Arts de Nancy
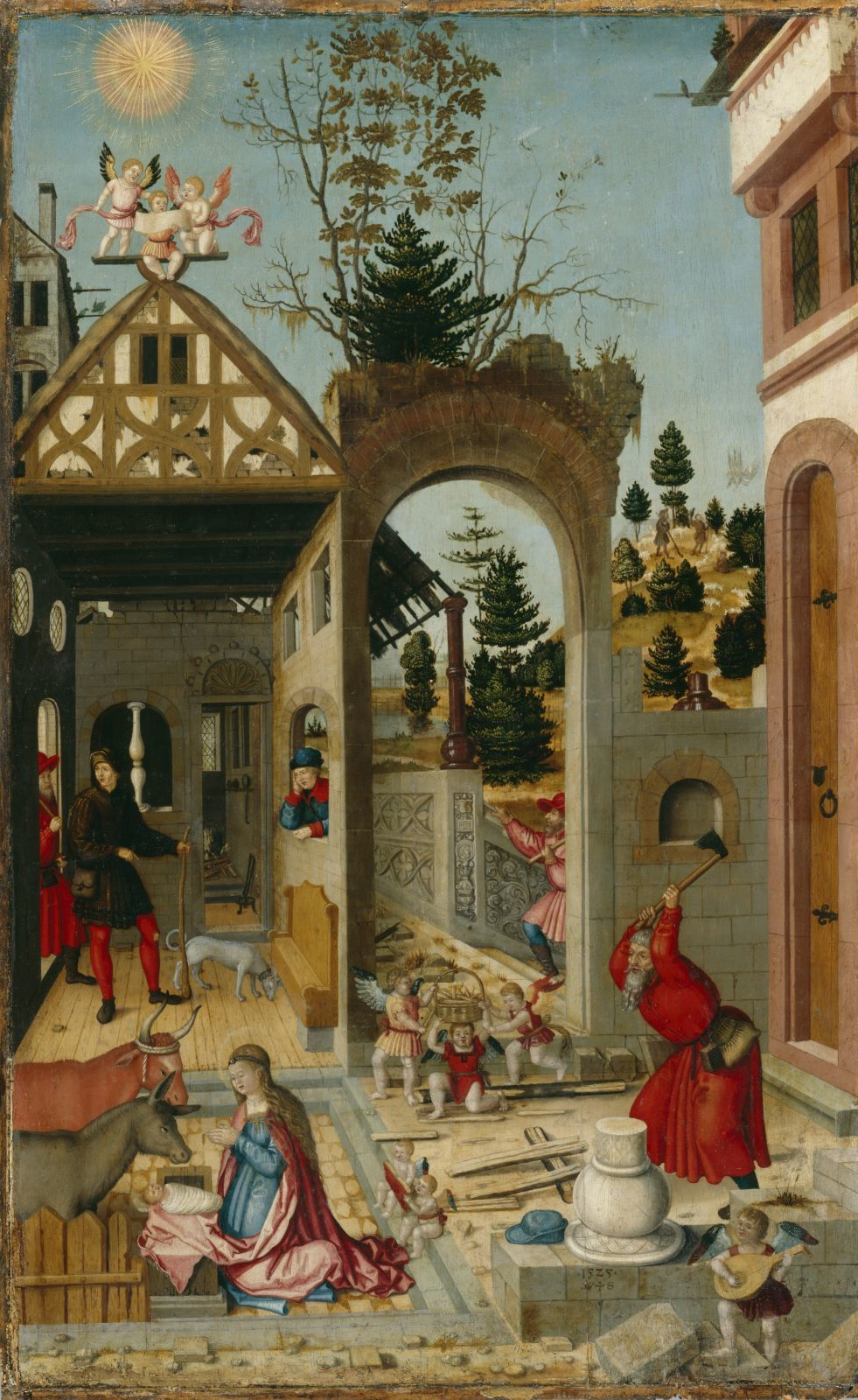
La nativité, 1525, Germanisches Nationalmuseum
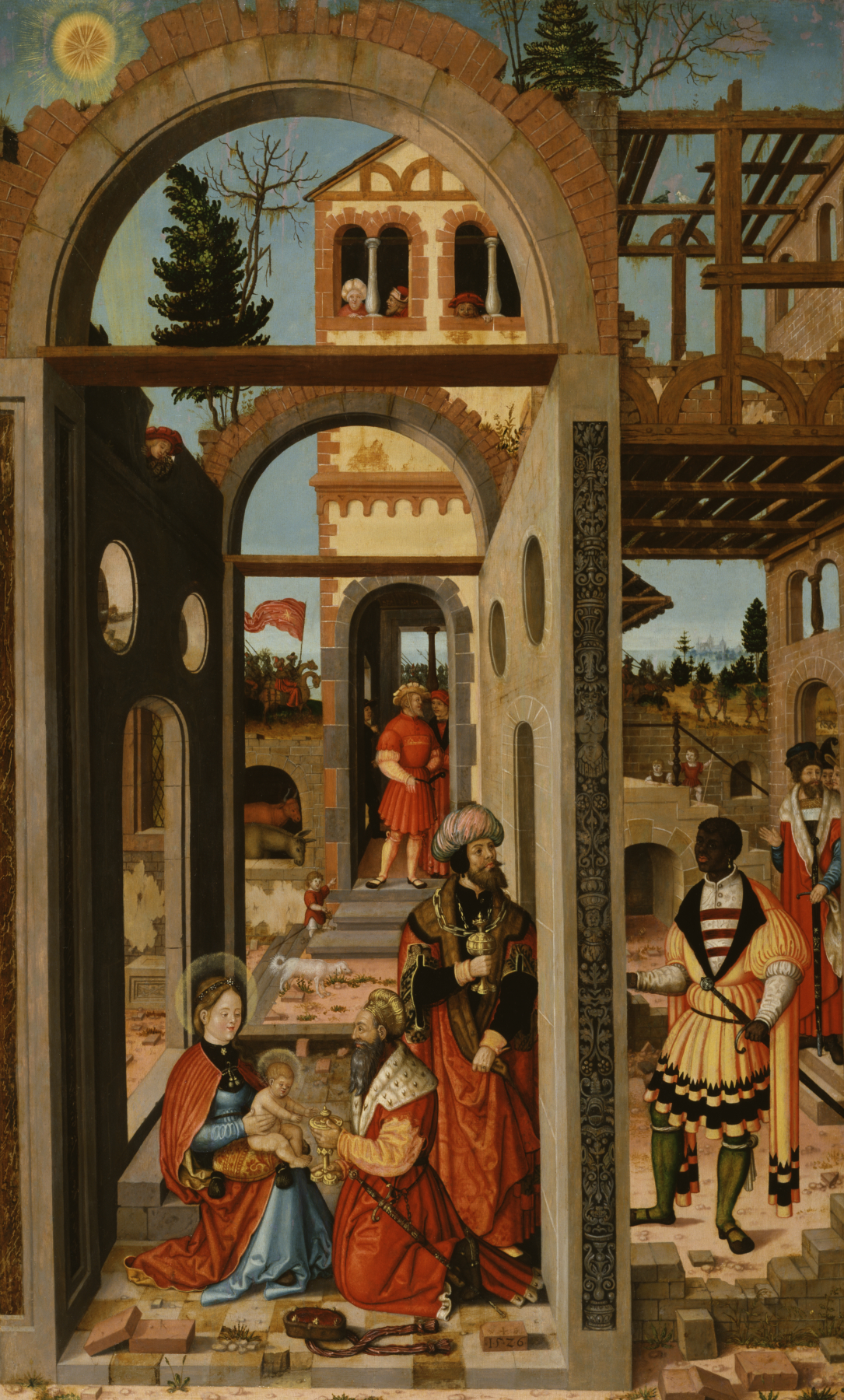
L'adoration des Rois, 1526, Walters Art Museum
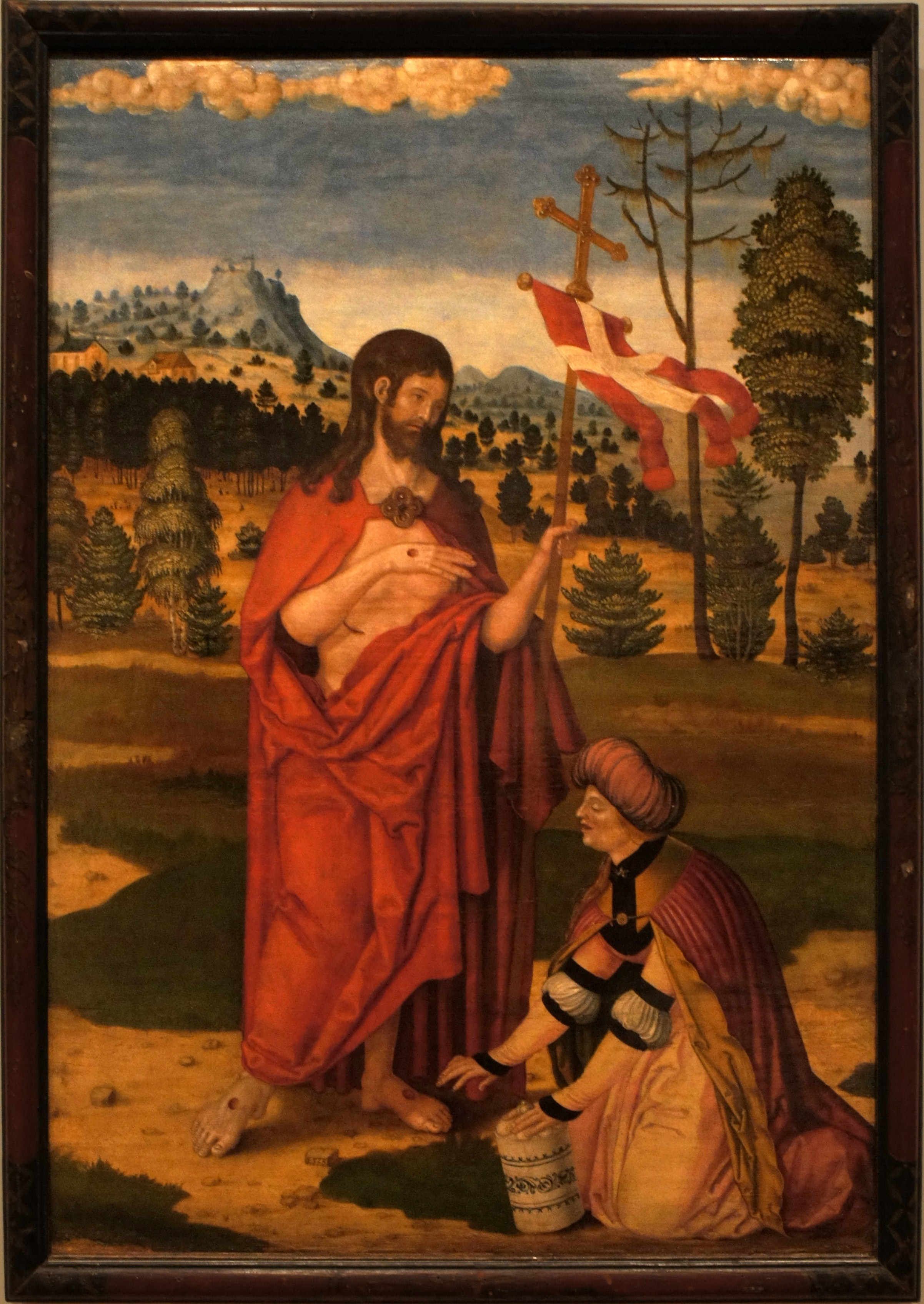
L'Apparition du Christ devant Marie Magdeleine, vers 1530, musée des Beaux-Arts de Nancy
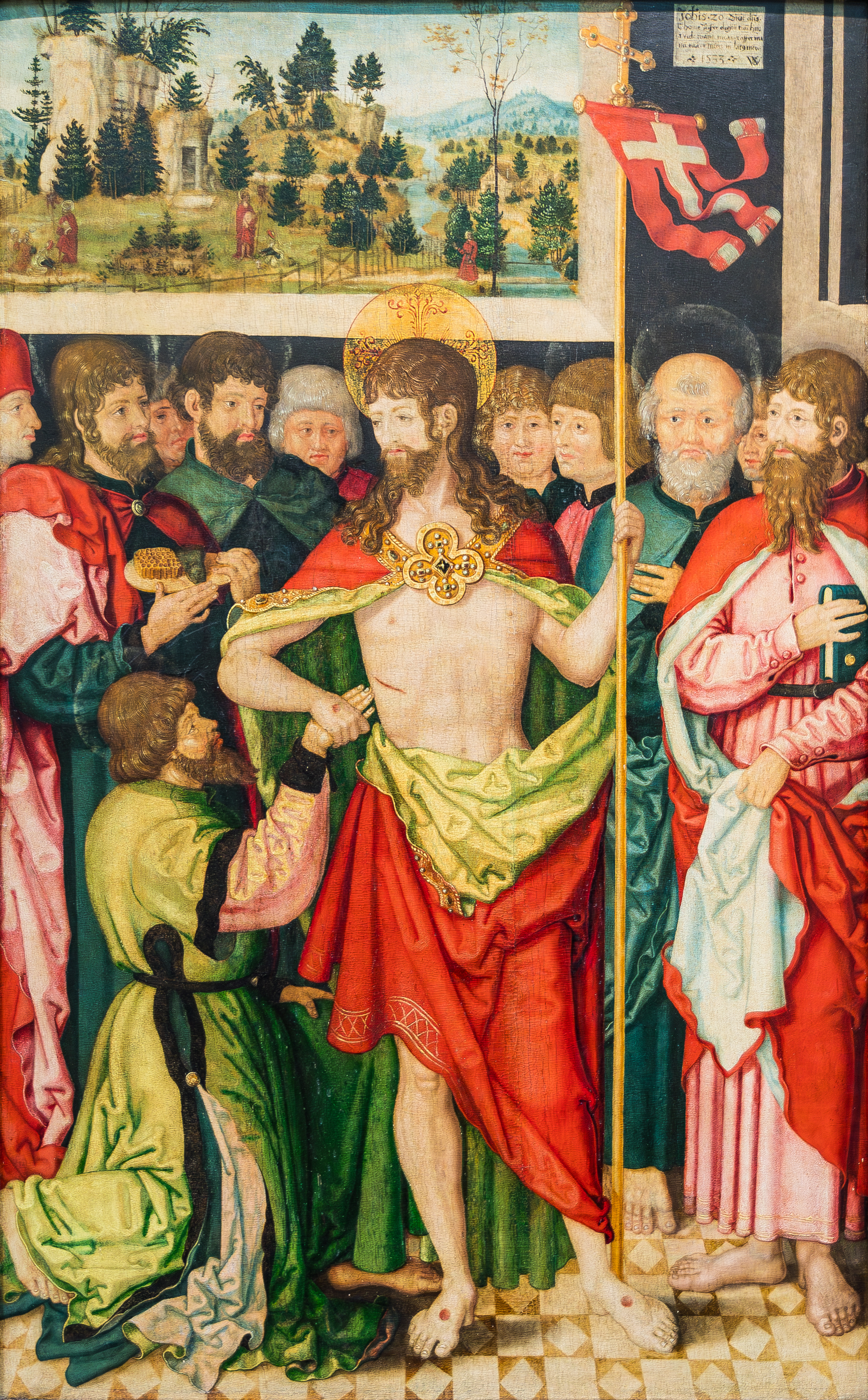
Le doute de Saint-Thomas, 1533, Wallraf-Richartz-Museum
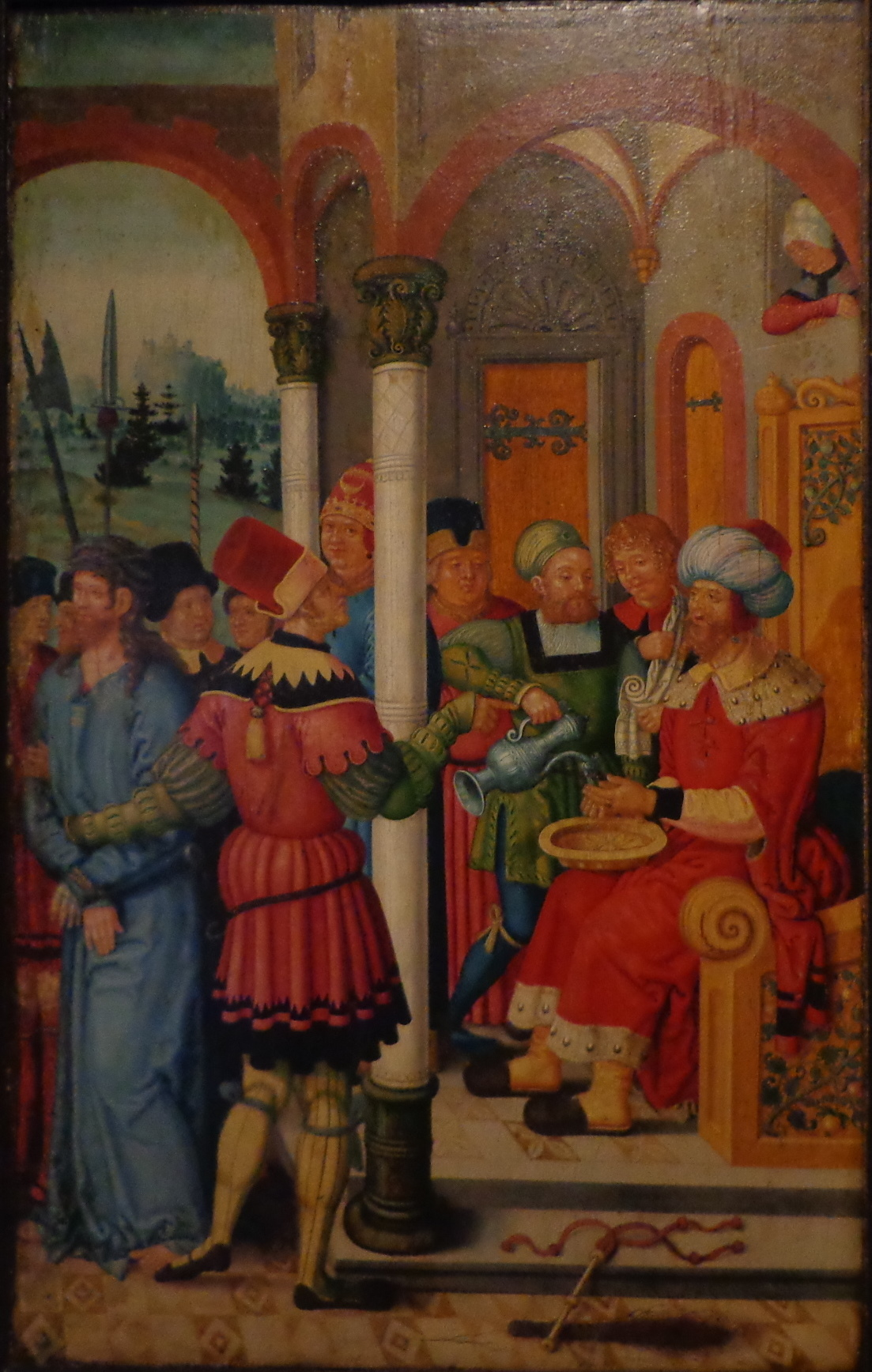
Le Christ devant Pilate, 1536, Musée de l'Œuvre Notre-Dame
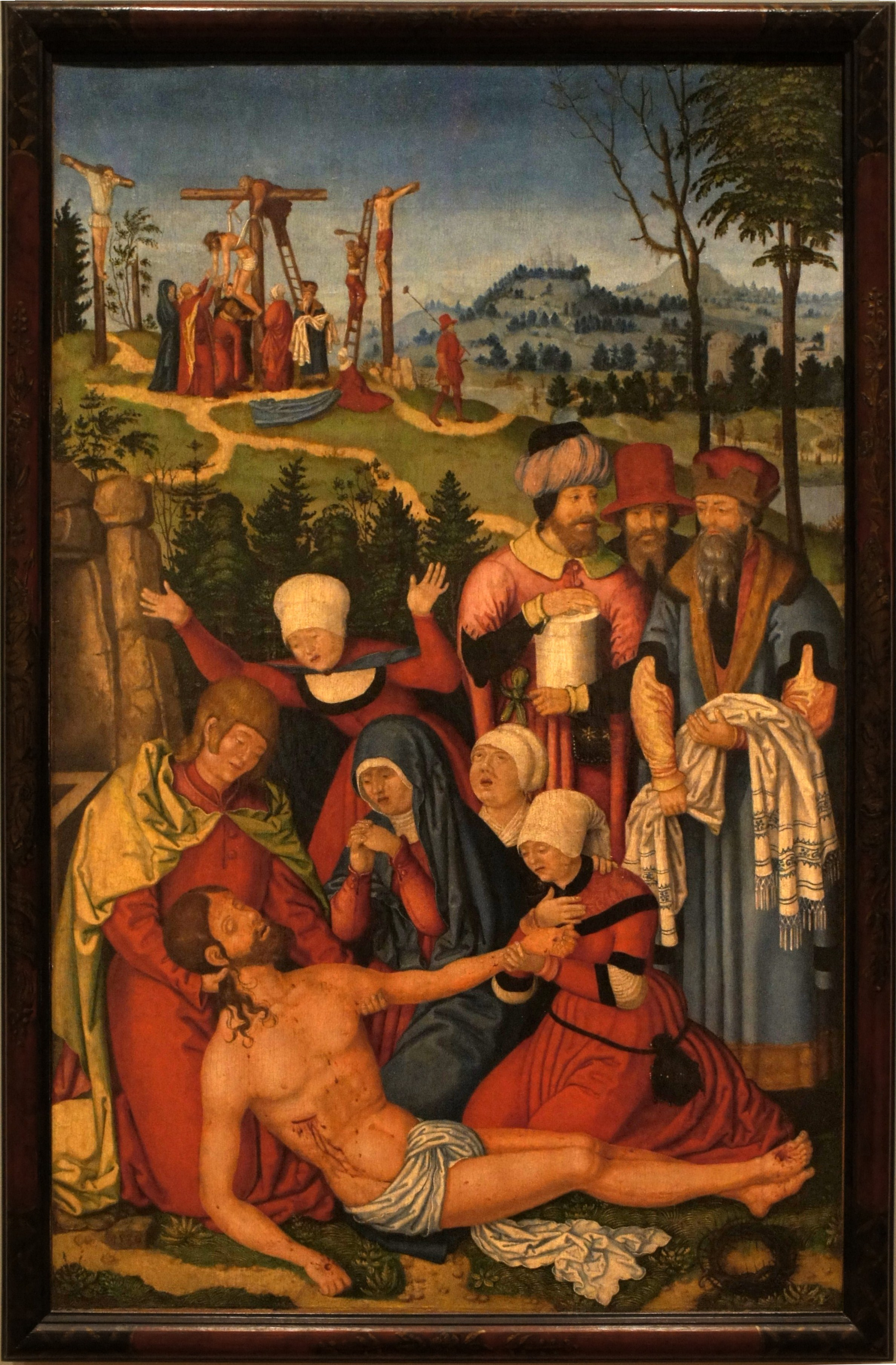
La mise au tombeau, 1536, musée des Beaux-Arts de Nancy

## Style et reconnaissance
Les peintures de Stetter s'inspirent du travail de Hans Baldung, dont il est possible qu'il ait été l'élève entre 1510 et 1512. Il utilise une palette claire, en mélangeant des techniques de tempera et de peinture à l'huile. Son œuvre est caractérisée par une architecture riche, des paysages atmosphériques et une répétition des figures. Son style se rapproche de ceux d'Albrecht Dürer et Hans Baldung Grien, et est considéré comme de facture moyenne.